# Eleições parlamentares europeias de 2009 (Finlândia)
As eleições parlamentares europeias de 2009 foram realizadas a 7 de Junho, e serviram para eleger os 13 deputados do país para o Parlamento Europeu.

## Resultados Nacionais
| Partido                 | Partido                             | Votos     | %               | +/-   | Deputados | +/-     |
| ----------------------- | ----------------------------------- | --------- | --------------- | ----- | --------- | ------- |
|                         | Partido da Coligação Nacional       | 386 416   | 23,21 / 100,00  | 0,50  | 3 / 13    | 1       |
|                         | Partido do Centro                   | 316 798   | 19,03 / 100,00  | 4,34  | 3 / 13    | 1       |
|                         | Partido Social-Democrata            | 292 051   | 17,54 / 100,00  | 3,62  | 2 / 13    | 1       |
|                         | Aliança dos Verdes                  | 206 439   | 12,40 / 100,00  | 1,97  | 2 / 13    | 1       |
|                         | Partido dos Verdadeiros Finlandeses | 162 930   | 9,79 / 100,00   | 9,25  | 1 / 13    | 1       |
|                         | Partido Popular Sueco               | 101 453   | 6,09 / 100,00   | 0,39  | 1 / 13    | Estável |
|                         | Aliança de Esquerda                 | 98 690    | 5,93 / 100,00   | 3,20  | 0 / 13    | 1       |
|                         | Partido Democrata-Cristão           | 69 458    | 4,17 / 100,00   | 0,11  | 1 / 13    | 1       |
|                         | Outros                              | 30 596    | 1,84 / 100,00   |       | 0 / 13    |         |
| Votos inválidos         | Votos inválidos                     | 7 603     | 0,45 / 100,00   | 0,17  |           |         |
| Total                   | Total                               | 1 672 434 | 100,00 / 100,00 |       | 13 / 13   | 1       |
| Eleitorado/Participação | Eleitorado/Participação             | 4 332 457 | 38,60 / 100,00  | 0,83  |           |         |
| Fonte                   | Fonte                               | [ 1 ]     | [ 1 ]           | [ 1 ] | [ 1 ]     | [ 1 ]   |